# Elisabetta di Danimarca (1935)
Elisabetta di Danimarca (nome completo in danese Elisabeth Caroline-Mathilde Alexandrine Helena Olga Thyra Feodora Estrid Margrethe Désirée; Kongens Lyngby, 8 maggio 1935 – Copenaghen, 19 giugno 2018) è stata una principessa danese.

## Biografia

### Giovinezza e istruzione
Elisabetta nacque nel 1935, primogenita dei principi Knud e Carolina Matilde. Ricevette il battesimo a luglio nella chiesa di Lyngby, dove si cresimò nel maggio 1950. Era inoltre la prima nipote di Cristiano X.
Dopo il diploma di scuola secondaria, ottenuto nel 1952, frequentò per un anno il collegio Brillantmont di Losanna. Dopodiché trascorse un altro anno alla Suhrske Husholdningsskole di Copenaghen e, dal 1954 al 1956, studiò moda e design alla Margrethe Skolen. Finì gli studi frequentando i corsi della Tempo Type Skolen.
Oltre al danese, parlava fluentemente in francese, inglese e tedesco.

### Carriera
Dal 1956 al 2001 lavorò al Ministero degli affari esteri. In particolare fu impiegata all'Ambasciata danese a Washington, nell'ottobre 1973-1976 e nell'agosto 1981-1985, e alla Missione danese delle Nazioni Unite a Ginevra, nel maggio 1989-1993.

### Ultimi anni e morte
Nel 2015 si trasferì dalla sua villa a Holte all'annesso Damebygningen del Palazzo di Sorgenfri, dove crebbe in gioventù.
La sua ultima apparizione pubblica fu nel febbraio 2018 al funerale del principe Henrik. Morì nel centro di riabilitazione Fortunen di Copenaghen alle 18:15, il 19 giugno dello stesso anno a 83 anni.
Il 25 giugno fu sepolta nella chiesa di Lyngby, accanto al compagno Claus Hermansen. Al momento del decesso era dodicesima in linea di successione. Rappresentò spesso la cugina, Margherita II, a eventi ufficiali e visite di Stato.

## Vita privata
Ebbe una relazione con il direttore della fotografia e regista Claus Hermansen (1919-1997), dal 1977 alla morte di lui. Amava viaggiare, specialmente in Groenlandia.

## Patronati
La principessa Elisabetta fu protettrice delle seguenti società:
- Società Kjæden;
- Società Danese-Brasiliana;
- Società Danese-Giapponese;
- Società del Premio per le Madri adottive del 1861.

## Titoli e trattamento
- 8 maggio 1935 - 17 giugno 1944: Sua Altezza, la principessa Elisabetta di Danimarca e Islanda
- 17 giugno 1944 - 19 giugno 2018: Sua Altezza, la principessa Elisabetta di Danimarca

## Ascendenza
|                                                               |                                      |                                                                     | Genitori                                                        |  |  | Nonni |  |  | Bisnonni                      |  |  | Trisnonni                     |  |
|                                                               |                                      |                                                                     |                                                                 |  |  |       |  |  | 8. Federico VIII di Danimarca |  |  | 16. Cristiano IX di Danimarca |  |
|                                                               |                                      |                                                                     |                                                                 |  |  |       |  |  | 8. Federico VIII di Danimarca |  |  | 16. Cristiano IX di Danimarca |  |
|                                                               |                                      | 17. Luisa d'Assia-Kassel                                            |                                                                 |  |  |       |  |  | 8. Federico VIII di Danimarca |  |  |                               |  |
| 4. Cristiano X di Danimarca                                   |                                      |                                                                     |                                                                 |  |  |       |  |  | 8. Federico VIII di Danimarca |  |  |                               |  |
|                                                               |                                      | 9. Luisa di Svezia                                                  | 18. Carlo XV di Svezia                                          |  |  |       |  |  |                               |  |  |                               |  |
|                                                               |                                      | 9. Luisa di Svezia                                                  | 18. Carlo XV di Svezia                                          |  |  |       |  |  |                               |  |  |                               |  |
|                                                               |                                      | 9. Luisa di Svezia                                                  | 19. Luisa dei Paesi Bassi                                       |  |  |       |  |  |                               |  |  |                               |  |
| 2. Knud di Danimarca                                          |                                      | 9. Luisa di Svezia                                                  |                                                                 |  |  |       |  |  |                               |  |  |                               |  |
|                                                               |                                      | 10. Federico Francesco III di Meclemburgo-Schwerin                  | 20. Federico Francesco II di Meclemburgo-Schwerin               |  |  |       |  |  |                               |  |  |                               |  |
|                                                               |                                      | 10. Federico Francesco III di Meclemburgo-Schwerin                  | 20. Federico Francesco II di Meclemburgo-Schwerin               |  |  |       |  |  |                               |  |  |                               |  |
|                                                               |                                      | 10. Federico Francesco III di Meclemburgo-Schwerin                  | 21. Augusta di Reuss-Köstritz                                   |  |  |       |  |  |                               |  |  |                               |  |
| 5. Alessandrina di Meclemburgo-Schwerin                       |                                      | 10. Federico Francesco III di Meclemburgo-Schwerin                  |                                                                 |  |  |       |  |  |                               |  |  |                               |  |
|                                                               |                                      | 11. Anastasija Michajlovna Romanova                                 | 22. Michail Nikolaevič Romanov                                  |  |  |       |  |  |                               |  |  |                               |  |
|                                                               |                                      | 11. Anastasija Michajlovna Romanova                                 | 22. Michail Nikolaevič Romanov                                  |  |  |       |  |  |                               |  |  |                               |  |
|                                                               |                                      | 11. Anastasija Michajlovna Romanova                                 | 23. Cecilia di Baden                                            |  |  |       |  |  |                               |  |  |                               |  |
| 1. Elisabetta di Danimarca                                    |                                      | 11. Anastasija Michajlovna Romanova                                 |                                                                 |  |  |       |  |  |                               |  |  |                               |  |
|                                                               | 12. Federico VIII di Danimarca (= 8) | 24. Cristiano IX di Danimarca (= 16)                                |                                                                 |  |  |       |  |  |                               |  |  |                               |  |
|                                                               | 12. Federico VIII di Danimarca (= 8) | 24. Cristiano IX di Danimarca (= 16)                                |                                                                 |  |  |       |  |  |                               |  |  |                               |  |
|                                                               | 12. Federico VIII di Danimarca (= 8) | 25. Luisa d'Assia-Kassel (= 17)                                     |                                                                 |  |  |       |  |  |                               |  |  |                               |  |
| 6. Harald di Danimarca                                        | 12. Federico VIII di Danimarca (= 8) |                                                                     |                                                                 |  |  |       |  |  |                               |  |  |                               |  |
|                                                               |                                      | 13. Luisa di Svezia (= 9)                                           | 26. Carlo XV di Svezia (= 18)                                   |  |  |       |  |  |                               |  |  |                               |  |
|                                                               |                                      | 13. Luisa di Svezia (= 9)                                           | 26. Carlo XV di Svezia (= 18)                                   |  |  |       |  |  |                               |  |  |                               |  |
|                                                               |                                      | 13. Luisa di Svezia (= 9)                                           | 27. Luisa dei Paesi Bassi (= 19)                                |  |  |       |  |  |                               |  |  |                               |  |
| 3. Carolina Matilde di Danimarca                              |                                      | 13. Luisa di Svezia (= 9)                                           |                                                                 |  |  |       |  |  |                               |  |  |                               |  |
|                                                               |                                      | 14. Federico Ferdinando di Schleswig-Holstein-Sonderburg-Glücksburg | 28. Federico di Schleswig-Holstein-Sonderburg-Glücksburg        |  |  |       |  |  |                               |  |  |                               |  |
|                                                               |                                      | 14. Federico Ferdinando di Schleswig-Holstein-Sonderburg-Glücksburg | 28. Federico di Schleswig-Holstein-Sonderburg-Glücksburg        |  |  |       |  |  |                               |  |  |                               |  |
|                                                               |                                      | 14. Federico Ferdinando di Schleswig-Holstein-Sonderburg-Glücksburg | 29. Adelaide di Schaumburg-Lippe                                |  |  |       |  |  |                               |  |  |                               |  |
| 7. Elena Adelaide di Schleswig-Holstein-Sonderburg-Glücksburg |                                      | 14. Federico Ferdinando di Schleswig-Holstein-Sonderburg-Glücksburg |                                                                 |  |  |       |  |  |                               |  |  |                               |  |
|                                                               |                                      | 15. Carolina Matilde di Schleswig-Holstein-Sonderburg-Augustenburg  | 30. Federico VIII di Schleswig-Holstein-Sonderburg-Augustenburg |  |  |       |  |  |                               |  |  |                               |  |
|                                                               |                                      | 15. Carolina Matilde di Schleswig-Holstein-Sonderburg-Augustenburg  | 30. Federico VIII di Schleswig-Holstein-Sonderburg-Augustenburg |  |  |       |  |  |                               |  |  |                               |  |
|                                                               |                                      | 15. Carolina Matilde di Schleswig-Holstein-Sonderburg-Augustenburg  | 31. Adelaide di Hohenlohe-Langenburg                            |  |  |       |  |  |                               |  |  |                               |  |
|                                                               |                                      | 15. Carolina Matilde di Schleswig-Holstein-Sonderburg-Augustenburg  |                                                                 |  |  |       |  |  |                               |  |  |                               |  |